# Joël Matile
Joël Matile, né le 13 mars 1774 à La Sagne et mort le 1er octobre 1829 à Mâche (quartier de Bienne), est un notaire, arpenteur, archiviste, ingénieur et homme politique du canton de Neuchâtel en Suisse.

## Biographie
Joël Matile mène une carrière de notaire et d'arpenteur, maire des Brenets de 1804 à 1829, archiviste de l’État de Neuchâtel de 1810 à 1825, il est aussi  et surtout le premier titulaire du nouvel office d'ingénieur cantonal des ponts et chaussées  de 1816 à sa mort en 1829. Tout comme Adrien Pichard dans le canton de Vaud, Matile contribue très efficacement à doter la principauté neuchâteloise de routes modernes, plus rapides et confortables. Ainsi, il participe, avec Pichard (chacun des deux ingénieurs travaillant sur son propre territoire cantonal), à la reconstruction de la route menant le long du lac de Neuchâtel jusqu'à La Lance et à Concise (1814). Par ailleurs, il dirige les travaux la route de La Clusette  entre Noiraigue et Brot-Dessous, au Val-de-Travers (1816), et planifie celle des Rosières, menant du Val-de-Travers aux Ponts-de-Martel (achevée en 1828). Il est conseiller d’État dès 1819.